# TS Casablanca (volley-ball)
Le Tihad Sportif Club de Casablanca, section volley-ball, est un club marocain basé à Casablanca. 

## Palmarès
- Championnat du Maroc
  - Champion :1998 2001, 2002, 2004, 2012
- Coupe du Trône (7)
  - Vainqueur : 1992[1], 1993, 1994, 1998, 2003, 2005, 2008
- Super-coupe du Maroc (4)
  - Vainqueur : 2002, 2003, 2004, 2005